# La festival de Capisterre
La festival de Capisterre ist ein jährliches Festival in der Region Capisterre auf der Karibikinsel St. Kitts.

## Geschichte
Die Region Capisterre wurde schon früh von Europäern besiedelt. zu Anfang gehörte das Gebiet zum französischen Kolonialreich (St. Christophe; 1625–1713).
Heute gibt es in dem Gebiet vier Hauptsiedlungen: Newton Ground village, St. Paul’s, Dieppe Bay Town und Parsons Ground village; die Landschaft ist geprägt von meilenweiten Zuckerrohrfeldern.
Das Festival wurde 2001 ins Leben gerufen, um die Gemeinschaft dieser vier Gemeinden zu fördern, die von Einheimischen oft als „the back of de land“ (Hinterland) bezeichnet wird. Jedes Dorf für sich wäre zu klein um ein ganzes Festival auszurichten, aber die geballte Kraft der vier Gemeinden ließ das größte Community Festival in der Föderation St. Kitts und Nevis entstehen. Der Erlös der Veranstaltung wird zur Verbesserung der Lebenssituation in den Orten verwendet. Das Festival findet im September anlässlich der Unabhängigkeitsfeierlichkeiten statt.
Es werden musikalische Darbietungen von Calypso und Carnival-Musik geboten.